# Timon Beyes
Timon Beyes (* 1973) ist ein Schweizer Soziologe.

## Leben
Er promovierte an der Universität St. Gallen und habilitierte sich ebendort an der School of Humanities and Social Sciences und der School of Management. Von 2012 bis 2017 war er full professor am Department of Management, Politics and Philosophy der Copenhagen Business School. Er ist Professor für Soziologie der Organisation und der Kultur an der Leuphana Universität Lüneburg.
Seine Forschungsschwerpunkte sind Medientechniken, Ästhetiken, Räume und Politiken der Organisation.

## Schriften (Auswahl)
- Kontingenz und Management. Hamburg 2003, ISBN 3-8300-1133-4.
- mit Urs Jäger: Von der Kunst des Balancierens. Entwicklungen, Themen und Praktiken des Managements von Nonprofit-Organisationen. Bern 2008, ISBN 3-258-07316-3.
- mit Jörg Metelmann (Hrsg.): Der Kreativitätskomplex. Ein Vademecum der Gegenwartsgesellschaft. (Kulturen der Gesellschaft 37). Bielefeld 2018, ISBN 978-3-8376-4510-1.